# Pyrestes hypomelas
Pyrestes hypomelas är en skalbaggsart som beskrevs av Leon Fairmaire 1887. Pyrestes hypomelas ingår i släktet Pyrestes och familjen långhorningar. Inga underarter finns listade i Catalogue of Life.